# Иоанну, Филиппос
Филиппос Иоанну (греч. Φίλιππος Ιωάννου), полное имя Филиппос Иоанну Пантос (1800, Пелион, Фессалия — 1880, Афины) — новогреческий философ, писатель, педагог. Член тайного общества Филики Этерия.

## Биографические сведения
Филиппос Иоанну родился в селе Загори, гора Пелион, Фессалия. Начальное образование получил также в Загоре, с 1807 учился в Школе Богоявления на Скиатосе. Впоследствии отправился в Константинополь, где стал членом тайного общества Филики Этерия. В Загору вернулся с началом национально-освободительной войны, в которой принял активное участие. После поражения в битве при Драмали сначала бежал на Скиатос, а затем в Скопелос и Сирос.
В Сиросе начал преподавать греческий язык в греческой школе (вместе с Георгиосом Клеовулосом) по приглашению её основателя Григориоса Костантаса. В 1829 работал личным секретарём Андреаса Миаулиса. Впоследствии уехал в Мюнхен, где также преподавал греческий язык. Здесь среди его учеников был будущий король Греции Оттон Баварский. В то же время он изучал науки, особое внимание уделял философии и классической литературе. В 1836 году он получил докторскую степень по философии за работу «Untersuchungen von den Steinund Staubliedes — Schlagen und den damit verwandten Meteoren», принял предложение обучать Амалию Ольденбургскую, невесту Оттона.
В 1837 году он вернулся в Грецию и работал консультантом при Министерстве образования, а затем с 1839 года в течение следующих сорока лет — профессором философии Афинского университета. Он также служил в качестве парламентария и сенатора университета, деканом (1848—1849 и 1857—1858), в частности деканом факультета философии, сенатором и куратором Национальной библиотеки (временно снимался с этой должности после изгнания Оттона, однако позже восстановлен). Много способствовал реорганизации библиотеки, принимал участие в законотворческом процессе, особенно в обновлении греческого начального и среднего образования.

## Избранные труды
- Φιλολογικά πάρεργα, 1865.
- Φιλοσοφική δικαιολογία ή Φυσικόν Δίκαιον, 1863.
- Επιγράμματα, 1874.